# Amalia Sartori
Amalia (Lia) Sartori (ur. 2 sierpnia 1947 w Valdastico) – włoska polityk, urzędnik państwowy, posłanka do Parlamentu Europejskiego V, VI i VII kadencji

## Życiorys
Absolwentka m.in. Uniwersytetu w Padwie. W 1971 uzyskała magisterium z nauk humanistycznych, następnie do 1985 pracowała jako nauczycielka. Później obejmowała kierownicze stanowiska w organach administracji transportowej. Była zastępcą w komitecie regionalnym Wenecji Euganejskiej, dyrektorem portu lotniczego w Wenecji, przewodniczącą międzyregionalnego porozumienia ds. zarządzania systemem wodnym. W latach 1990–1993 pełniła funkcję zastępcy przewodniczącego komitetu regionalnego Wenecji Euganejskiej, a w okresie 1995–2000 kierowała radą tego regionu.
W 1999 i 2004 była wybierana posła do Parlamentu Europejskiego z ramienia partii Forza Italia (przekształconej w 2009 w Lud Wolności). Przystąpiła do grupy Europejskiej Partii Ludowej i Europejskich Demokratów. W 2009 skutecznie ubiegała się o reelekcję, po raz trzeci z rzędu uzyskując mandat europosła. Po faktycznym rozwiązaniu PdL została członkinią reaktywowanej w 2013 partii Forza Italia.